# Макс и хинин
«Макс и хинин» (фр. Max victime du quinquina, 1911) — французский художественный фильм Макса Линдера.

## Сюжет
Фильм состоит из последовательности следующих сцен:
1. У врача. Макс чувствует себя больным, и врач велит ему пить перед каждой едой по бокалу (для бордо) хинной настойки («американский» план).
2. Дома. Макс входит с бутылкой в руках и просит бокал для бордо. Горничная приносит бокал (общий план).
3. Огромный бокал с надписью «На память о Бордо» (крупный план).
4. Макс выливает литровую бутылку в бокал (общий план).
5. Выпивает его через соломинку (крупный план).
6. Кончив пить, Макс уже совершенно пьян (общий план).
7. На улице (средний план). Макс подзывает такси и затевает ссору с другим пассажиром. Тот вызывает Макса на дуэль. Макс прячет в карман его визитную карточку.
8. В ночном кабачке (общий план). На переднем плане лицом к публике сидят за столиками посетители. Типы хорошо подобраны и немного карикатурны. На заднем плане показывают разные аттракционы. Макс ухаживает за сидящей у столика женщиной с пышной прической.
9. В квартире возлюбленного этой женщины (общий план). Лысый господин уходит из дому, уверяя свою толстую жену, что спешит на деловое свидание.
10. В ночном кабачке (общий план). Макс ссорится с возлюбленным своей партнерши. Новый вызов на дуэль. Вместе с визитной карточкой лысого господина с густыми седыми усами Макс случайно сует в карман и карточку черноволосого американского дипломата.
11. На улице (средний план). Макс пытается застегнуть пальто, которым он обхватил фонарный столб.
Подходит полицейский и спрашивает, где он живёт. Макс вытаскивает из кармана визитную карточку своего первого противника, который оказывается полицейским комиссаром. Полицейский почтительно раскланивается и берет Макса под руку.
12. Они подходят к красивому дому (дальний план).
13. Поднимаются по лестнице (общий план), и полицейский вводит Макса в квартиру, думая, что привел его домой.
14. В квартире («американский» план) полицейский комиссар сидит за ужином. Испугавшись незнакомца, он прячется, но, узнав Макса, бросается на него и, завернув в скатерть, выбрасывает в окно.
15. На улице (средний план). Макс падает к ногам другого полицейского и, воспользовавшись скатертью как плащом, а оружием блюстителя порядка как шпагой, пытается изобразить бой быков. Затем Макс вынимает новую визитную карточку и полицейский почтительно ведет его к особняку американского дипломата.
16 и 17. Два средних плана. Дверь, лестница.
18. В гостиной, Макс один (общий план). Максу нехорошо, его рвет в цилиндр хозяина. Входит дипломат и требует немедленной дуэли на пистолетах, но, надев цилиндр, он пачкает себе лицо и выкидывает Макса за дверь.
19. У дверей особняка (средний план). Макс натыкается на третьего полицейского и дает ему третью визитную карточку, принадлежащую генералу. Этот полицейский также обращается с ним очень почтительно и ведет его домой.
20 и 21. Два плана двери и лестницы.
22. В спальне генеральши. Макс входит и ложится на кровать рядом с ней (общий план). Входит на цыпочках генерал, находит Макса в постели своей жены и спускает его с лестницы.
23. Макс встречает на улице того же полицейского, который снова отводит его в тот же дом.
24 и 25. Дверь и лестница (общий план).
26. Макс снова забирается в постель к генеральше (общий план), а генерал в пижаме ложится на него сверху. Генерал выкидывает Макса в окно.
27. На улице. Стоят трое полицейских и спорят. Макс падает как раз между ними. Они почтительно кланяются. Затем вынимают из кармана визитные карточки, и, поняв, что их надули, набрасываются на Макса… Общая свалка. Затемнение.

## В ролях
- Макс Линдер
- Маврикий Деламар
- Люси Дорбел
- Жорж Горди
- Габриэль Ланге